# Nils Schenke
Nils Schenke, född 28 augusti 1877 i Skara församling, Skaraborgs län, död 12 juni 1968 i Sjögestads församling, Östergötlands län, var en svensk skolman och ämbetsman.
Nils Schenke var son till fabrikören Nils Peter Petersson. Efter läroverksstudier i Skara hade Schenke under några år affärsanställning och idkade därefter under flera år handelsstudier i Sverige, Tyskland, och England. Han blev lärare vid Kristinehamns Praktiska skola 1902, föreståndare för dess handelsavdelning 1903 samt ekonomichef och vice ordförande i skolans styrelse 1906. Efter handelslärarexamen vid Handelshögskolan i Stockholm 1911 var han 1912–1919 Kristinehamnsskolans föreståndare och styrelseordförande, varjämte han kvarstod som ekonomichef. Läroanstalten gick under hans ledning avsevärt framåt. Schenke, som 1916 inkallades som sakkunnig inom Ecklesiastikdepartementet i fråga om den lägre tekniska undervisningen, fortsättningsskolan och den lägre handelsundervisningen, utnämndes 1920 till undervisningsråd och ledamot av den samma år inrättade Skolöverstyrelsen, närmast dess yrkesskoleavdelning, där han verkade för en förbättrad handelsundervisning. Från dessa befattningar avgick han 1942. Schenke var från 1927 ordförande i Svenska samfundet för affärsutbildning och ledamot av centralutskottet av Société Internationale pour l'enseignement commercial. Han utgav Köpmannen (1934), Praktisk bokföring (1939) samt åtskilliga uppsatser i ungdoms- och handelsundervisningsfrågor. 1914–1919 var han ledamot av stadsfullmäktige i Kristinehamn. Ett speciellt intresse kom Schenke att ägna tå KFUM:s verksamhet, där han innehade flera viktiga poster, främst som ordförande i dess riksförbund 1943–1946. Han var vidare ordförande i kommittén för Svenska kyrkans sjömansvård i hemlandet.